# Majdan Nepryski
Majdan Nepryski is een plaats in het Poolse district  Biłgorajski, woiwodschap Lublin. De plaats maakt deel uit van de gemeente Józefów en telt 755 inwoners.

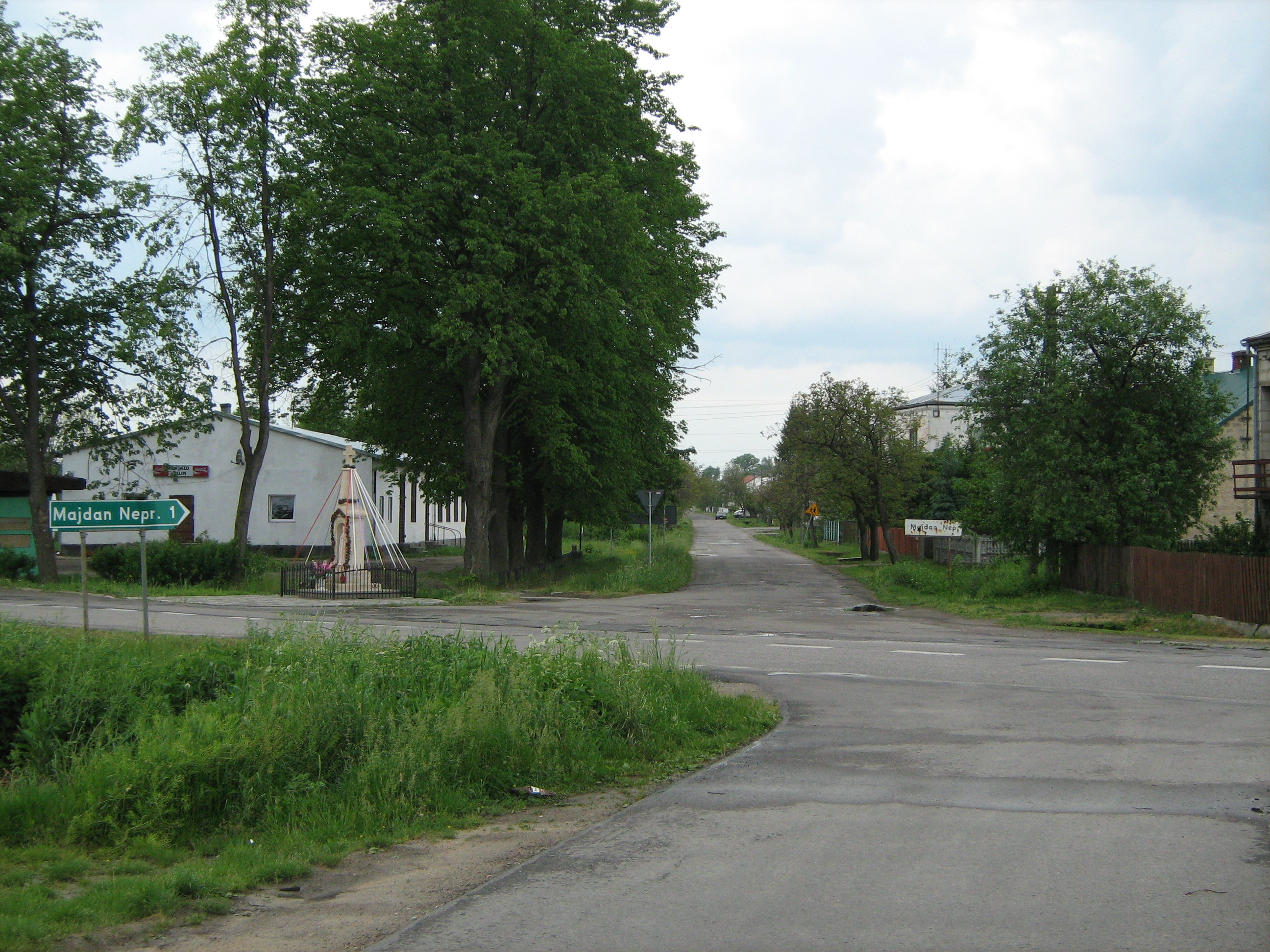
Majdan Nepryski